# Fritz Vonhof
Fritz Vonhof (* 16. Februar 1907; † unbekannt) war ein deutscher Bobfahrer.

## Karriere
Fritz Vonhof startete für den BC Oberhof. Bei den Olympischen Spielen 1936 startete er im Viererbob zusammen mit Wolfgang Kummer, Rudolf Werlich und Walter Trott. Diese Besetzung hatte sich im Jahr zuvor die Deutsche Meisterschaft sichern können. Der Schlitten der Deutschen war nach einem guten Start auf Kurs zur Bestzeit, jedoch kippte er in einer 180-Grad-Haarnadelkurve um. Dabei flogen alle Athleten aus dem Bob und dieser fuhr leer durch das Ziel.